# Pomorze militarne
„Pomorze militarne” – seria wydawnicza o charakterze naukowym wydawana od 2004 r. przez Szczecińskie Towarzystwo „Pogranicze” we współpracy z Archiwum Państwowym w Szczecinie (do 2017 r.) oraz jednostkami organizacyjnymi Wydziału Humanistycznego Uniwersytetu Szczecińskiego.
Teksty publikowane w „Pomorzu militarnym” podejmują tematykę związaną z najnowszą historią oraz problematyką bezpieczeństwa Pomorza Zachodniego, ze szczególnym uwzględnieniem okresu po 1945 r. 
Od 2013 r. w skład stałej redakcji „Pomorza militarnego” wchodzą: prof. dr hab. Kazimierz Kozłowski – redaktor, dr Dariusz Faszcza – zastępca redaktora, dr Piotr Chrobak – sekretarz, Zdzisław Pacała, dr Jan Pałgan – członkowie.

## Spis książek wydanych w serii „Pomorze militarne”
- Pomorze militarne XII –XXI wiek: materiały z sesji naukowej zorganizowanej 27 listopada 2003 r. w Zamku Książąt Pomorskich: praca zbiorowa / pod red. Kazimierza Kozłowskiego i Edwarda Rymara; Szczecińskie Towarzystwo „Pogranicze”, Wydział Humanistyczny Uniwersytetu Szczecińskiego, Archiwum Państwowe w Szczecinie. Szczecin: Oficyna Wydawnicza AP „Dokument”, 2004. ISBN 83-86992-76-X
- Pomorze militarne XII –XXI wiek: materiały z sesji naukowej zorganizowanej 14 marca 2005 r. w Zamku Książąt Pomorskich: praca zbiorowa. Cz. 2 / pod red. Kazimierza Kozłowskiego i Wiesława Wróblewskiego; Szczecińskie Towarzystwo „Pogranicze”, Instytut Politologii i Europeistyki Uniwersytetu Szczecińskiego, Archiwum Państwowe w Szczecinie. Szczecin: Szczecińskie Towarzystwo „Pogranicze”, Wydawnictwo „Dokument” Oficyna Archiwum Państwowego, 2006. ISBN 83-89341-36-0
- Pomorze militarne III: Generałowie i wybrani dowódcy Wojska Polskiego związani z Pomorzem Zachodnim: materiały z sesji naukowej Generałowie i wybrani dowódcy Wojska Polskiego związani z Pomorzem Zachodnim (cz. 1) z 18 kwietnia 2009 r.: praca zbiorowa / pod red. Kazimierza Kozłowskiego i Andrzeja Wojtaszaka; Szczecińskie Towarzystwo „Pogranicze”, Instytut Politologii i Europeistyki Uniwersytetu Szczecińskiego. Szczecin: Szczecińskie Towarzystwo „Pogranicze”, Wydawnictwo „Dokument”, Oficyna Archiwum Państwowego, 2009. ISBN 978-83-89341-62-4
- Pomorze militarne. Cz. IV, Z historyczną tradycją do Wielonarodowego Korpusu Północno-Wschodniego w Szczecinie: praca zbiorowa / pod red. Kazimierza Kozłowskiego i Andrzeja Wojtaszaka; Szczecińskie Towarzystwo „Pogranicze”. Szczecin: Szczecińskie Towarzystwo „Pogranicze”, Wydawnictwo „Dokument” Oficyna Archiwum Państwowego, 2011. ISBN 978-83-89341-74-7.
- Pomorze militarne. Cz. V, Z dziejów militarnych Pomorza Zachodniego: studia i materiały: praca zbiorowa / pod red. Krzysztofa Rosiaka, Henryka Walczaka i Andrzeja Wojtaszaka; Szczecińskie Towarzystwo „Pogranicze”. Szczecin: Szczecińskie Towarzystwo „Pogranicze, Wydawnictwo „Dokument” Oficyna Archiwum Państwowego, 2011. ISBN 978-83-89341-83-9
- Pomorze militarne. Cz. VI, z. 1: praca zbiorowa / pod red. Kazimierza Kozłowskiego, Dariusza Faszczy, Zdzisława Pacały, Piotra Chrobaka; Szczecińskie Towarzystwo „Pogranicze”. Szczecin: Szczecińskie Towarzystwo „Pogranicze”, Wydawnictwo „Dokument” Oficyna Wydawnicza Archiwum Państwowego, 2013. ISBN 978-83-89341-98-3
- Pomorze militarne. Cz. VII, Wokół spraw morza, regionalnej historii i polityki: praca zbiorowa / pod red. Kazimierza Kozłowskiego, Dariusza Faszczy, Zdzisława Pacały, Piotra Chrobaka; Szczecińskie Towarzystwo „Pogranicze”. Szczecin: Szczecińskie Towarzystwo „Pogranicze”, Wydział Humanistyczny Uniwersytetu Szczecińskiego, Wydawnictwo „Dokument” Oficyna Wydawnicza Archiwum Państwowego, 2014. ISBN 978-83-64642-09-8
- Pomorze militarne. Wokół zagadnień polityki i obronności na Pomorzu Zachodnim w polskim 70-leciu: praca zbiorowa / pod red. Andrzeja Aksamitowskiego, Dariusza Faszczy; Szczecińskie Towarzystwo „Pogranicze”, Zakład Badań nad konfliktami i Pokojem Uniwersytetu Szczecińskiego, Zakład Operacji Pokojowych i Reagowania Kryzysowego Uniwersytetu Szczecińskiego. Szczecin: Szczecińskie Towarzystwo „Pogranicze”, Instytut Politologii i Europeistyki Uniwersytetu Szczecińskiego, Wydawnictwo i Drukarnia „Kadruk”, 2017. ISBN 978-83-64629-60-0
- Pomorze militarne IX. Stulecie odrodzenia Polski a region, red. Kazimierz Kozłowski, Dariusz Faszcza, Piotr Trawicki, Jan Pałgan, Piotr Chrobak, Szczecińskie Towarzystwo „Pogranicze”, Wydawnictwo i Drukarnia „Kadruk”, Szczecin, 2018. ISBN 978-83-89341-98-3
- Pomorze Militarne 2020. Cz. X, 75 lat polskiego regionu, red. Kazimierz Kozłowski, Dariusz Faszcza, Piotr Trawicki, Jan Pałgan, Piotr Chrobak, Szczecińskie Towarzystwo „Pogranicze”, Wydawnictwo i Drukarnia „Kadruk”, Szczecin, 2020. ISBN 978-83-66607-11-8
- Pomorze Militarne XI, red. Kazimierz Kozłowski, Dariusz Faszcza, Piotr Trawicki, Jan Pałgan, Piotr Chrobak, Szczecińskie Towarzystwo "Pogranicze", Szczecin, 2022. ISBN 978-83-66607-47-7
- Pomorze militarne XII. Pamięci Zdzisława Pacały (1933-2023), red. Kazimierz Kozłowski, Dariusz Faszcza, Piotr Trawicki, Jan Pałgan, Piotr Chrobak, Szczecińskie Towarzystwo "Pogranicze", Szczecin, 2023. ISBN 978-83-66607-91-0